# Lijst van nummer 1-hits in Frankrijk in 2008
Deze hits stonden in 2008 op nummer 1 in de SNEP Single Top 100, de bekendste hitlijst in Frankrijk.
| Datum        | Artiest                   | Titel                                   |
| ------------ | ------------------------- | --------------------------------------- |
| 5 januari    | Fatal Bazooka & Yelle     | Parle à ma main                         |
| 12 januari   | Fatal Bazooka & Yelle     | Parle à ma main                         |
| 19 januari   | Fatal Bazooka & Yelle     | Parle à ma main                         |
| 26 januari   | Sheryfa Luna              | Il avait les mots                       |
| 2 februari   | Sheryfa Luna              | Il avait les mots                       |
| 9 februari   | Sheryfa Luna              | Il avait les mots                       |
| 16 februari  | Sheryfa Luna              | Il avait les mots                       |
| 23 februari  | Sheryfa Luna              | Il avait les mots                       |
| 1 maart      | Sheryfa Luna              | Il avait les mots                       |
| 8 maart      | Sheryfa Luna              | Il avait les mots                       |
| 15 maart     | Sheryfa Luna              | Il avait les mots                       |
| 22 maart     | Leona Lewis               | Bleeding love                           |
| 29 maart     | M. Pokora                 | Dangerous                               |
| 5 april      | Laurent Wolf              | No stress                               |
| 12 april     | Ch'ti DJ                  | Hé, biloute! Monte l'son! Hein!         |
| 19 april     | Enrique Iglesias & Nâdiya | Tired of being sorry                    |
| 26 april     | Enrique Iglesias & Nâdiya | Tired of being sorry                    |
| 3 mei        | Enrique Iglesias & Nâdiya | Tired of being sorry                    |
| 10 mei       | Enrique Iglesias & Nâdiya | Tired of being sorry                    |
| 17 mei       | Enrique Iglesias & Nâdiya | Tired of being sorry                    |
| 24 mei       | Enrique Iglesias & Nâdiya | Tired of being sorry                    |
| 31 mei       | Enrique Iglesias & Nâdiya | Tired of being sorry                    |
| 7 juni       | Enrique Iglesias & Nâdiya | Tired of being sorry                    |
| 14 juni      | Enrique Iglesias & Nâdiya | Tired of being sorry                    |
| 21 juni      | Enrique Iglesias & Nâdiya | Tired of being sorry                    |
| 28 juni      | Enrique Iglesias & Nâdiya | Tired of being sorry                    |
| 5 juli       | William Baldé             | Rayon de soleil                         |
| 12 juli      | William Baldé             | Rayon de soleil                         |
| 19 juli      | William Baldé             | Rayon de soleil                         |
| 26 juli      | William Baldé             | Rayon de soleil                         |
| 2 augustus   | William Baldé             | Rayon de soleil                         |
| 9 augustus   | William Baldé             | Rayon de soleil                         |
| 16 augustus  | William Baldé             | Rayon de soleil                         |
| 23 augustus  | Mylène Farmer             | Dégénération                            |
| 30 augustus  | William Baldé             | Rayon de soleil                         |
| 6 september  | William Baldé             | Rayon de soleil                         |
| 13 september | Madcon                    | Beggin'                                 |
| 20 september | Madcon                    | Beggin'                                 |
| 27 september | Madcon                    | Beggin'                                 |
| 4 oktober    | Madcon                    | Beggin'                                 |
| 11 oktober   | Madcon                    | Beggin'                                 |
| 18 oktober   | Madcon                    | Beggin'                                 |
| 25 oktober   | Madcon                    | Beggin'                                 |
| 1 november   | Guru Josh Project         | Infinity 2008                           |
| 8 november   | Mylène Farmer             | Appelle mon numéro                      |
| 15 november  | Johnny Hallyday           | Ça n'finira jamais                      |
| 22 november  | Johnny Hallyday           | Ça n'finira jamais                      |
| 29 november  | Guru Josh Project         | Infinity 2008                           |
| 6 december   | Patrick Sébastien         | Ah... si tu pouvais fermer ta gueule... |
| 13 december  | Britney Spears            | Womanizer                               |
| 20 december  | Britney Spears            | Womanizer                               |
| 27 december  | Britney Spears            | Womanizer                               |